# جيم فال
جيم فال (بالإنجليزية: Jim Fall)‏ هو مخرج أمريكي، ولد في 13 يناير 1962 في قرية ألبيون في الولايات المتحدة.

## وصلات خارجية
- الموقع الرسمي
- جيم فال على موقع IMDb (الإنجليزية)
- جيم فال على موقع ألو سيني (الفرنسية)
- جيم فال على موقع أول موفي (الإنجليزية)
- جيم فال على موقع قاعدة بيانات الأفلام السويدية (السويدية)
- جيم فال على موقع قاعدة بيانات الفيلم (الإنجليزية)
- جيم فال على موقع كينوبويسك (الروسية)